# Cry Baby (Bài hát của Official Hige Dandism)
"Cry Baby" là bài hát do ban nhạc Nhật Bản Official Hige Dandism thu âm, phát hành dưới định dạng kỹ thuật số vào ngày 7 tháng 5 năm 2021. Bài hát được sử dụng làm bài hát chủ đề mở đầu cho mùa đầu tiên của bộ anime Tokyo Revengers.

## Bối cảnh và phát hành
Phiên bản đầy đủ của "Cry Baby" được phát lần đầu vào ngày 24/04/2021 trên chương trình radio FM802 Lantern Jam Times . Sau đó, bài hát được phát hành dưới dạng kỹ thuật số vào ngày 7 tháng 5 năm 2021. Nó được sử dụng làm bài hát chủ đề mở đầu cho bộ anime cùng tên chuyển thể từ manga Tokyo Revengers, được phát sóng từ ngày 11 tháng 4 đến ngày 19 tháng 9 năm 2021.
Để quảng bá "Cry Baby", trong suốt tháng 7 và tháng 8 năm 2021, Official Hige Dandism, nhóm đã biểu diễn bài hát trên chương trình ca nhạc The Music Day, Lễ hội âm nhạc FNS 2021, Ongaku no Hi, và CDTV Live! Live!

## Video âm nhạc
MV được đạo diễn bởi Takuto Shimpo  và mô tả các thành viên của ban nhạc đang chơi nhạc cụ của họ trong một bãi phế liệu. Đoạn phim quảng cáo, giới thiệu cho video âm nhạc được phát hành vào ngày 3 tháng 5 năm 2021
Video âm nhạc của "Cry Baby" đã được phát hành trên nền tảng Youtube vào ngày 6 tháng 5, năm 2021. Video đã thu về hơn 150 triệu lượt xem.

## Đón nhận
Tháng 5 năm 2021, "Cry Baby" đạt 22.068 lượt tải xuống. Vào tháng 9 năm 2021, "Cry Baby" đã được Hiệp hội Công nghiệp Ghi âm Nhật Bản chứng nhận Bạch kim.
Vào tháng 11 năm 2021, "Cry Baby" đạt vị trí thứ 4 trên Billboard Japan Hot 100. Trong ba tuần liên tiếp bài hát cũng đạt vị trí số 1 trên Billboard Japan Hot Animation. Ngoài ra, nó còn đạt vị trí số 1 trên bảng xếp hạng karaoke, vị trí thứ 2 về lượt xem video, vị trí thứ 5 trên bảng xếp hạng tải xuống và vị trí thứ 6 trên bảng xếp hạng radio. Vào tháng 12 năm 2021, "Cry Baby" đạt được 2 triệu lần phát trực truyến. "Cry Baby" cũng là bài hát anime được yêu cầu thứ 2 trong năm 2021 theo báo cáo của chuỗi karaoke Joysound 
"Cry Baby" đã giành giải thưởng Video của năm và MV nhóm nhạc hay nhất năm ở Nhật Bản tại Giải thưởng Video âm nhạc MTV Nhật Bản năm 2021. 

## Xếp hạng

### Xếp hạng tuần
| Xếp hạng (2021)                       | Vị trí cao nhất |
| ------------------------------------- | --------------- |
| Global 200 (Billboard)                | 114             |
| Japan (Japan Hot 100)                 | 4               |
| Japan Hot Animation (Billboard Japan) | 1               |

### Xếp hạng cuối năm
| Xếp hạng (2021)                       | Vị trí cao nhất |
| ------------------------------------- | --------------- |
| Japan (Japan Hot 100)                 | 13              |
| Japan Hot Animation (Billboard Japan) | 5               |

| Xếp hạng (2022)                       | Vị trí cao nhất |
| ------------------------------------- | --------------- |
| Japan (Japan Hot 100)                 | 17              |
| Japan Hot Animation (Billboard Japan) | 6               |

| Xếp hạng (2023)       | Vị trí cao nhất |
| --------------------- | --------------- |
| Japan (Japan Hot 100) | 77              |

## Chứng nhận
| Quốc gia                                      | Chứng nhận | Số đơn vị/doanh số chứng nhận |
| --------------------------------------------- | ---------- | ----------------------------- |
| Nhật Bản Digital                              | —          | 276,716                       |
| Nhật Bản (RIAJ) Streaming                     | Platinum   | 100.000.000                   |
| Chứng nhận dựa theo doanh số phát trực tuyến. |            |                               |

## Giải thưởng
| Giải thưởng                  | Năm  | Hạng mục                                | Kết quả   | Ghi chú |
| ---------------------------- | ---- | --------------------------------------- | --------- | ------- |
| Japan Gold Disc Award        | 2022 | 5 bài hát hay nhất được phát trực tuyến | Đoạt giải | [ 24 ]  |
| Japan Gold Disc Award        | 2022 | 5 bài hát hay nhất theo lượt tải xuống  | Đoạt giải | [ 24 ]  |
| MTV Video Music Awards Japan | 2021 | Video xuất sắc nhất năm                 | Đoạt giải | [ 25 ]  |
| MTV Video Music Awards Japan | 2021 | Nhóm nhạc có MV hay nhất năm (Nhật Bản) | Đoạt giải | [ 25 ]  |
| 6th Crunchyroll Anime Awards | 2022 | Bài hát chủ đề mở đầu hay nhất          | Đề cử     | [ 26 ]  |